# Barleeia mexicana
Barleeia mexicana is een slakkensoort uit de familie van de Barleeiidae. De wetenschappelijke naam van de soort is voor het eerst geldig gepubliceerd in 1998 door Rolán & Crúz-Abrego.